# Maristella Svampa
Maristella Svampa (Allen, Província de Río Negro, 8 de maio de 1961) é uma socióloga argentina.

## Biografia
Em 1984, ela se formou em filosofia na Universidad Nacional de Córdoba. Seguiu seus estudos na École des Hautes Études en Sciences Sociales, em Paris, onde obteve seu doutorado em sociologia. É professora titular da Universidad Nacional de La Plata e pesquisador do Consejo Nacional de Investigaciones Científicas y Técnicas, uma organização pública argentina que promove a ciência e a tecnologia. Coordena a revista "Observatório Social de América Latina" (OSAL) do Conselho Latinoamericano de Ciências Sociais (CLACSO).

## Publicações
- El dilema argentino: civilización o barbarie. De Sarmiento al revisionismo peronista (1994, corrigido e ampliado em 2006)
- La Plaza Vacía. Las transformaciones del peronismo (1997, em co-autoria com D.Martuccelli)
- Desde abajo. La transformación de las identidades sociales (2000, organizadora)
- Los que ganaron. La vida en los countries y barrios privados (2001)
- Entre la ruta y el barrio. La experiencia de las organizaciones piqueteros (2003, em co-autoria com Sebastián Pereyra)
- La brecha urbana. Countries y barrios privados en Argentina (2004)
- La sociedad excluyente. La Argentina bajo el signo del neoliberalismo (2005)
- Bolivia. Memoria, insurgencia y movimientos sociales (2007, organizado com Pablo Stefanoni)
- Gerard Althabe: Entre varios mundos. Reflexividad, conocimientos y compromiso (2008, organizado com Valeria Hernandez)
- Cambio de época. Movimientos sociales y poder político (2008)
- Las vías de la emancipación. Conversaciones con Álvaro García Linera (2009, em colaboração com Pablo Stefanoni e F. Ramírez)
- Minería transnacional, narrativas del desarrollo y resistencias sociales (2009, organizado com Mirta A. Antonelli)
- Certezas, incertezas y desmesuras de un pensamiento político. Conversaciones con Floreal Ferrara (2010)
- Debatir Bolivia. Los contornos de un proyecto de descolonización (2010, em co-autoria com Pablo Stefanoni e Bruno Fornillo)
- Balance y Perspectivas. Intelectuales en el primer gobierno de Evo Morales (2010, em co-autoria com Pablo Stefanoni e Bruno Fornillo)